# میگ
شرکت هواگرد روسی میگ (به روسی: Российская самолетостроительная корпорация МиГ) شرکت صنایع هوافضایی و صنایع جنگ‌افزاری روسی است، که دفتر اصلی آن در شهر مسکو قرار دارد و در زمینه طراحی، توسعهٔ فناوری و تولید انواع هواگردها فعالیت می‌کند. اکنون شرکت یونایتد ایرکرفت کورپوریشن مالک کلیه سهام شرکت میگ است.
شرکت میگ در سال ۱۹۳۹ توسط آرتیوم میکویان و میخائیل گورویچ بنیان‌نهاده شد و پیش‌تر به عنوان دفتر طراحی تجربی شماره ۱۵۵، دفتر طراحی میکویان و گورویچ، و دفتر طراحی میکویان نیز شناخته می‌شده‌است. نام میگ از ترکیب نام‌های خانوادگی میکویان و گورویچ ساخته شده‌است.
هواپیماهای میگ به‌طور وسیعی در نیروهای دفاعی شوروی، کشورهای بلوک شرق سابق و متحدان آن‌ها استفاده شده‌است. امروزه نیز هواپیماهای میگ بخش عمده‌ای از ساختار نیروهای دفاعی را در کشورهای گوناگون تشکیل می‌دهد.

## تاریخچه

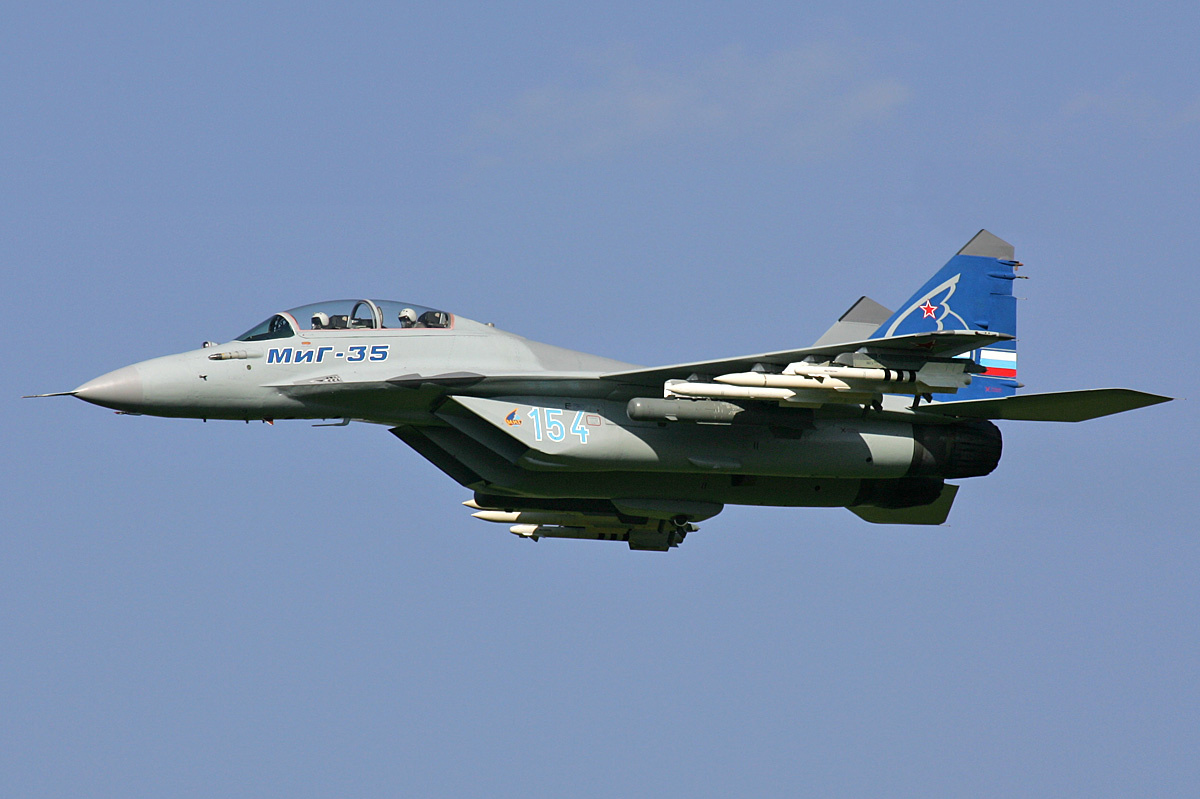
جنگنده چند منظوره میگ-۳۵

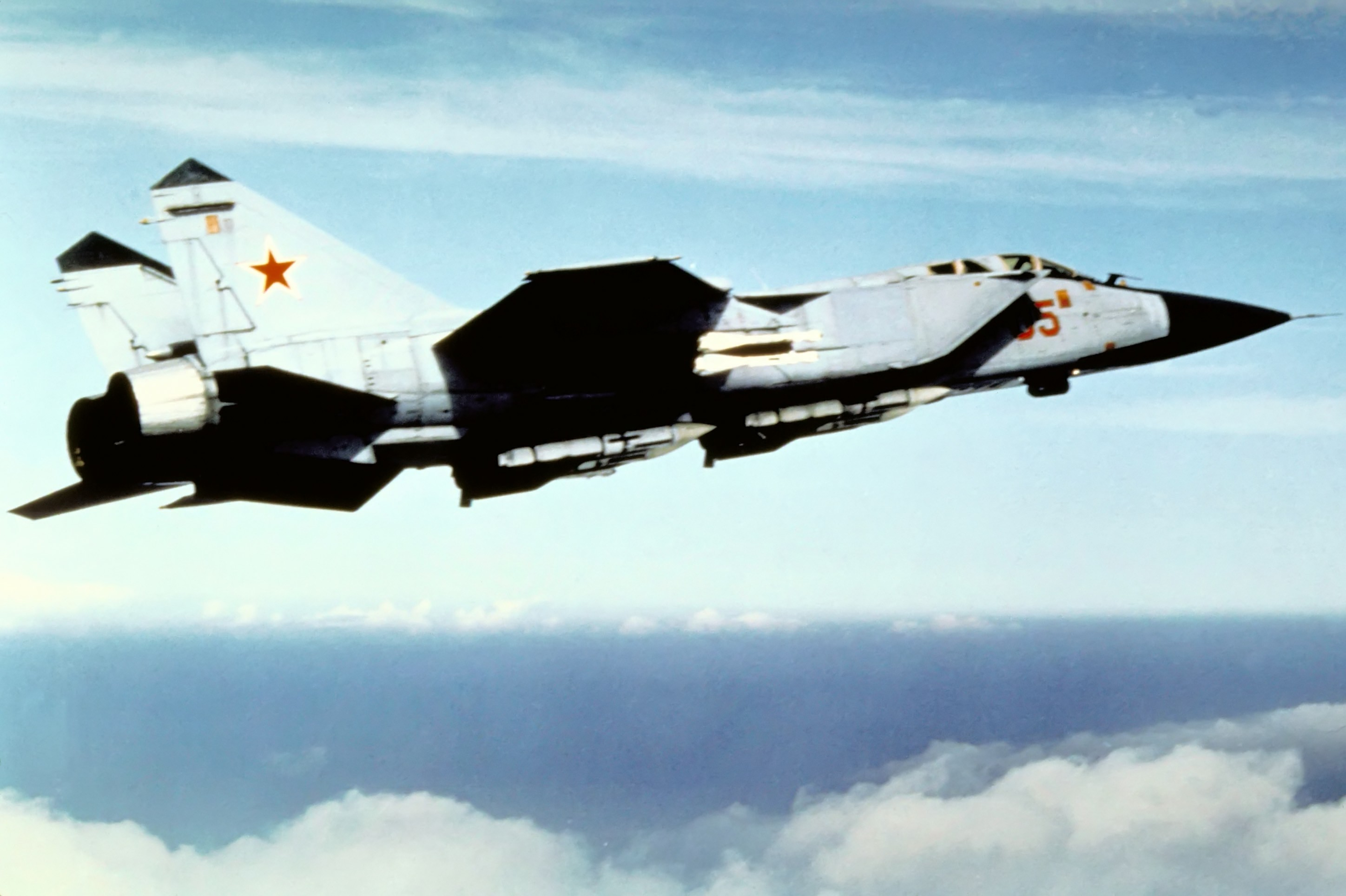
جنگنده رهگیر میگ-۳۱

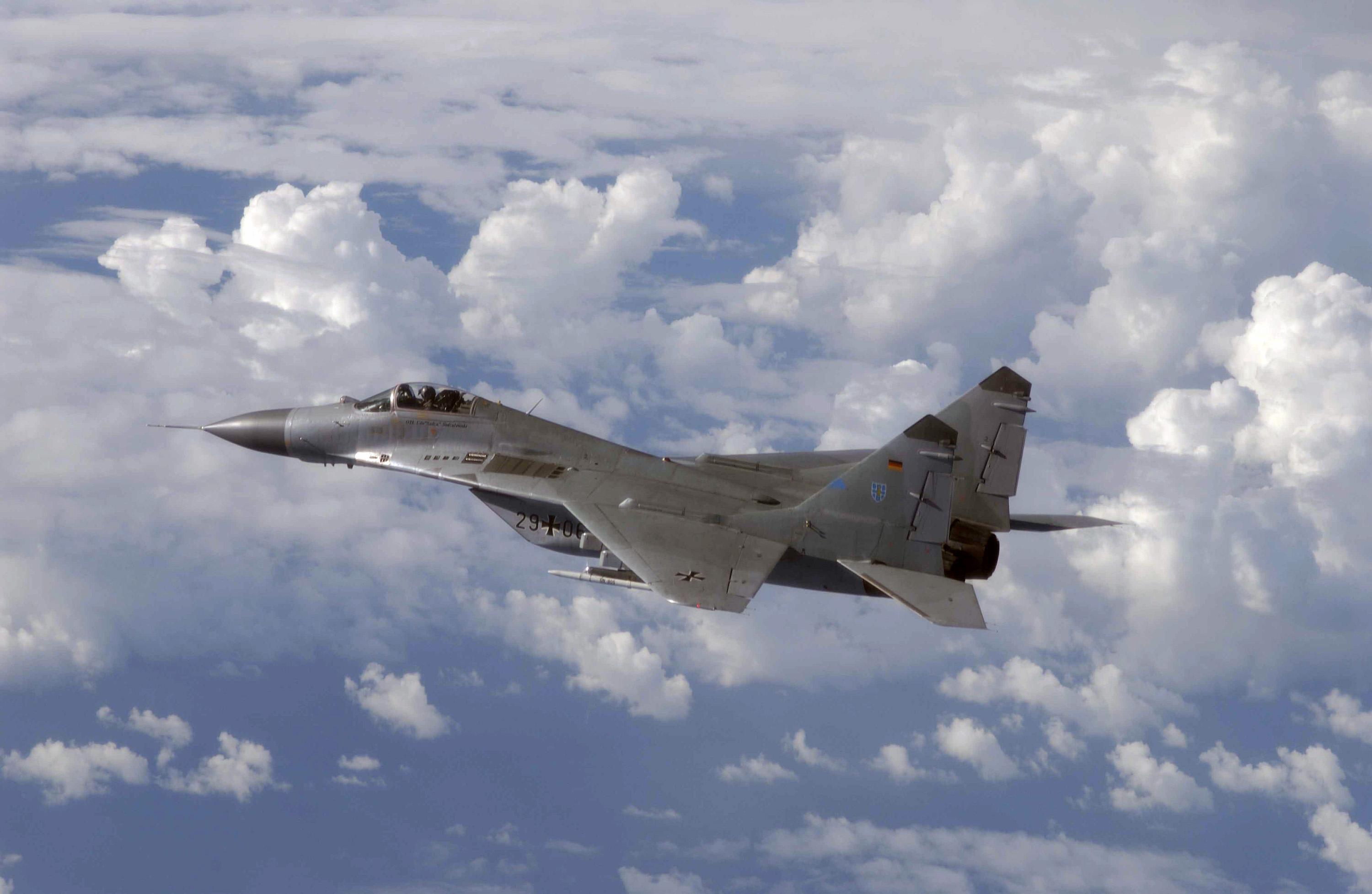
جنگنده برتری هوایی میگ-۲۹ نیروی هوایی آلمان

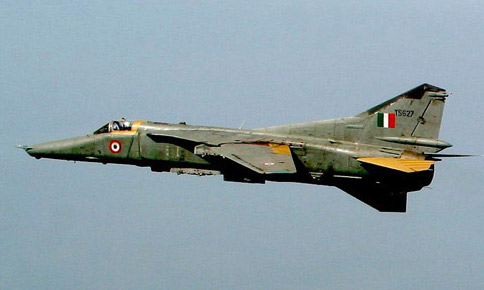
جنگنده تهاجمی میگ-۲۷ با بال متحرک

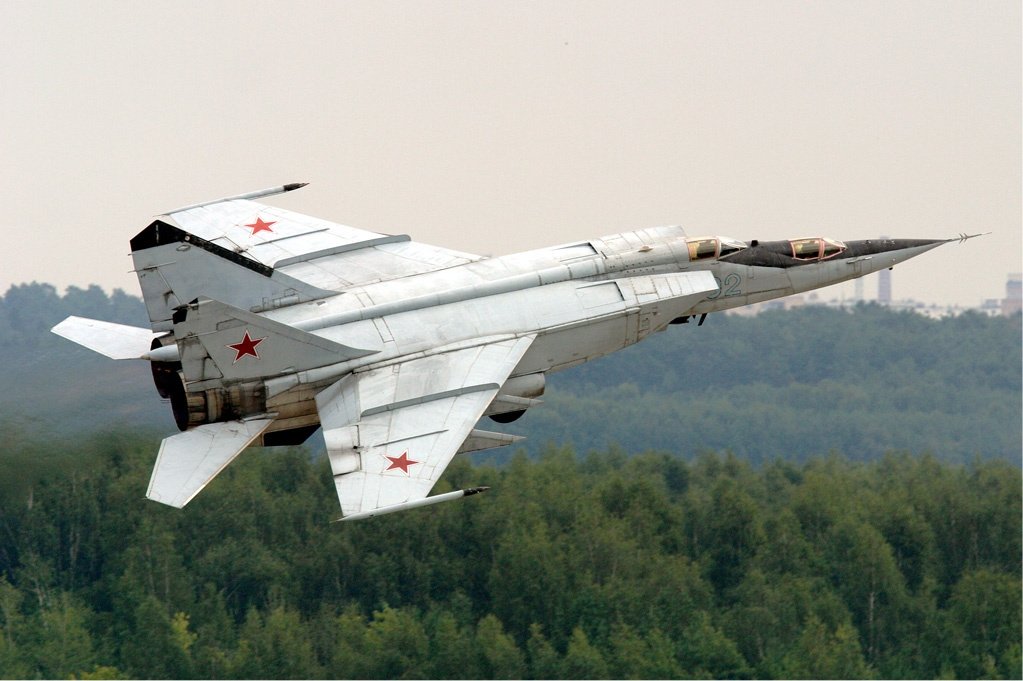
جنگنده رهگیر میگ-۲۵ مدل آموزشی دوسرنشینه

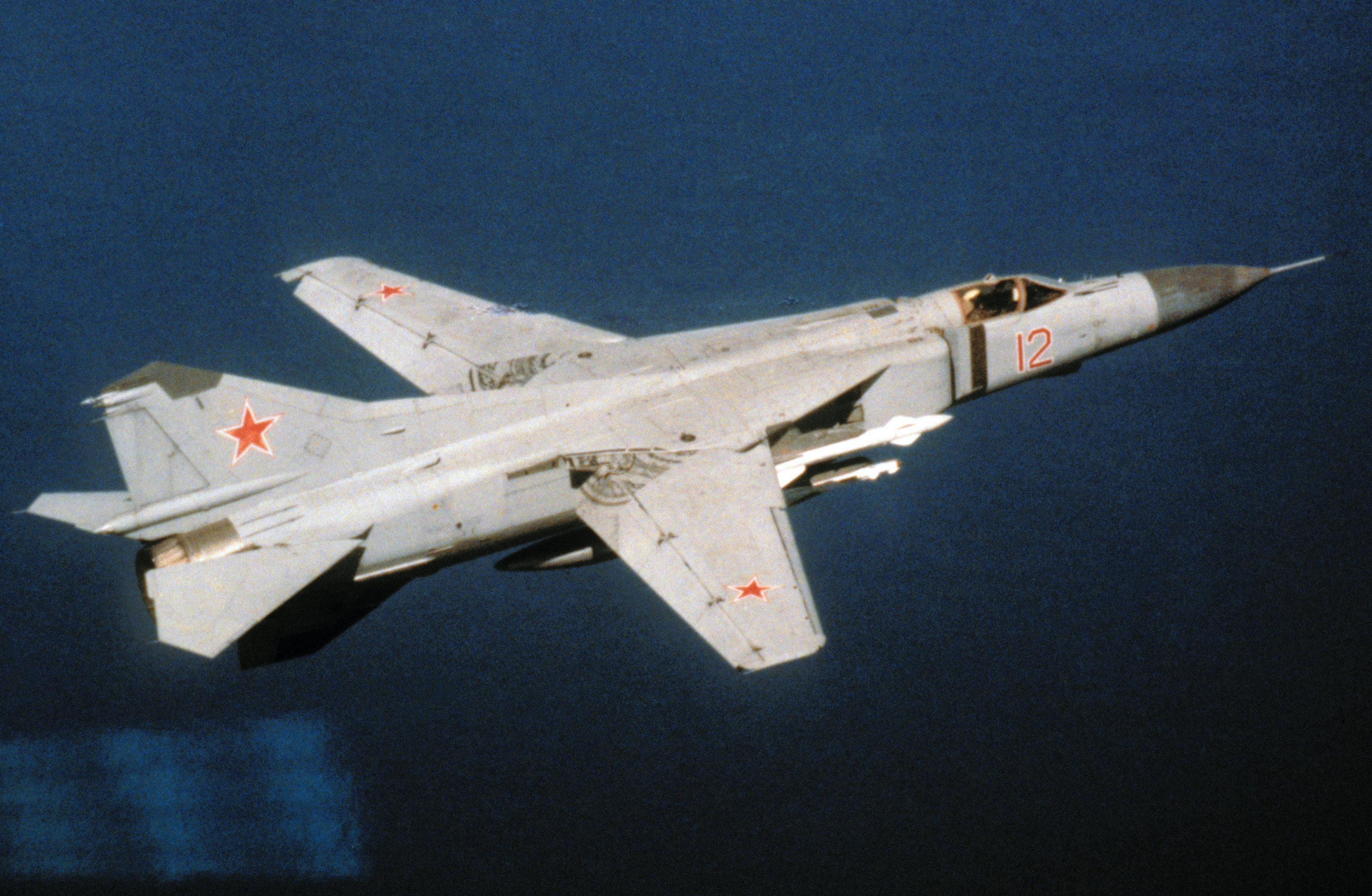
جنگنده میگ-۲۳ با بال متحرک

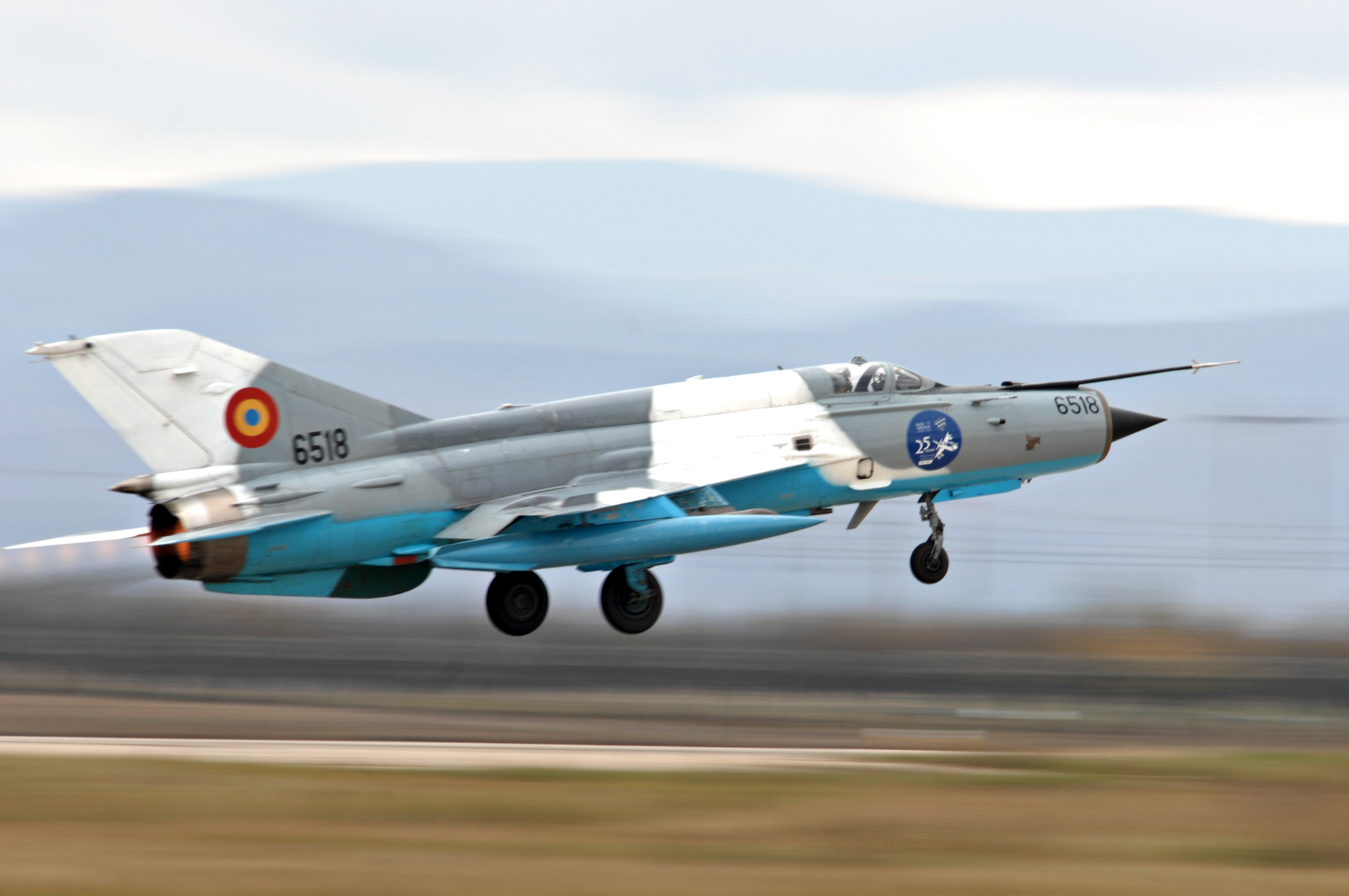
جنگنده میگ-۲۱

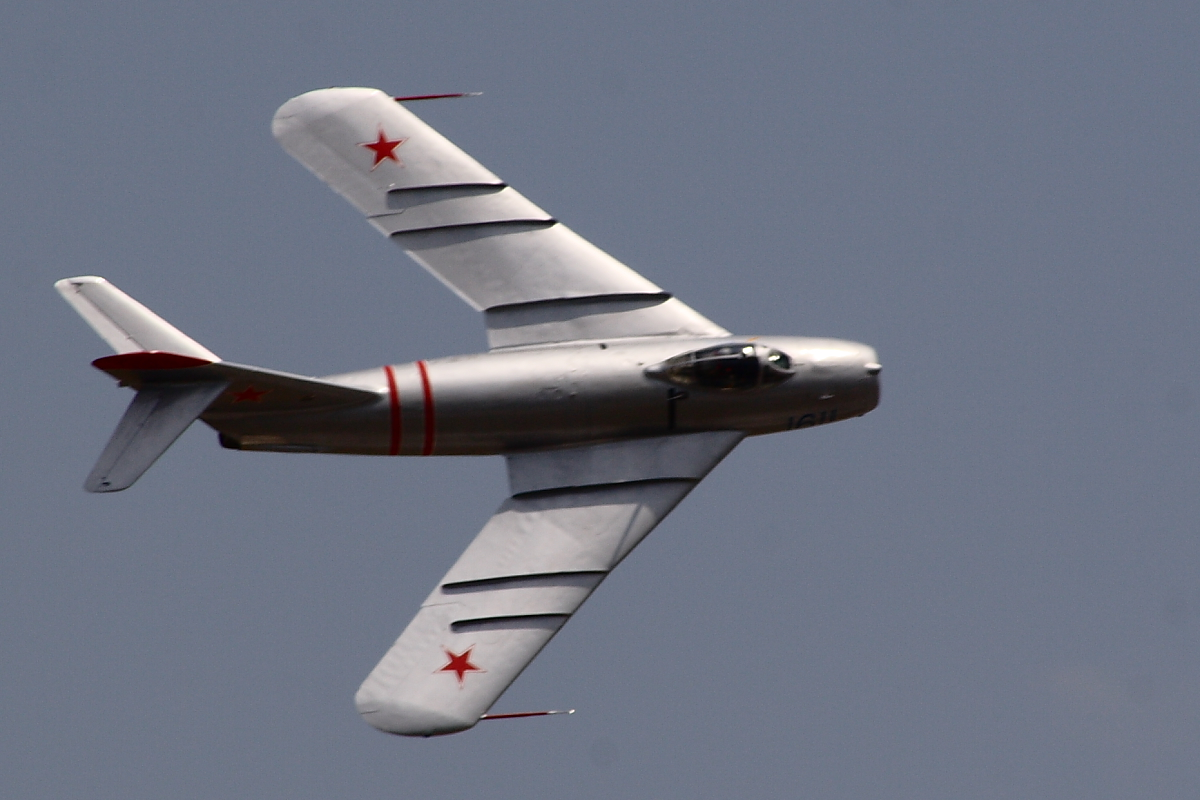
جنگنده میگ-۱۷

شرکت هوانوردی میکویان و گورویچ (به روسی: Микоян и Гуревич) در سال ۱۹۳۹ در مسکو توسط مهندس ارمنی‌تبار آرتیوم میکویان و مهندس روسی میخاییل گورویچ بنیان نهاده شد. نام میگ از ترکیب بخش اول نام خانوادگی میکویان و گورویچ ساخته شده‌است و به عنوان نام بیشتر هواپیماهای جنگنده ساخت این شرکت بکار می‌رود. در سال ۱۹۷۰ و پس از مرگ گورویچ، نام شرکت به «میکویان» تغییر یافت، گرچه شرکت به استفاده از نام مخفف «میگ» برای هواپیماهای خود ادامه داد.
شرکت میگ از طراحی، تولید و آزمایش گرفته تا بازاریابی، تعمیرات و ارائه خدمات پس از فروش، بر تمامی مراحل و چرخهٔ ساخت و سرویس هواپیما نظارت دارد. این شرکت دارای سه کارخانه ساخت هواپیما در مسکو، لوخوبیتزه و کالیازین، مرکز آزمایش هواپیما در ژوکوفسکی، و کارخانه ساخت موتور هواپیما در سن پترزبورگ است.

## نامگذاری هواپیماها
هواپیماهای نظامی ساخت شرکت میگ با نام مخفف میگ و یک شماره فرد نامگذاری می‌شوند (مثل میگ-۲۳ یا میگ-۲۹). مدل‌هایی که دارای شماره زوج هستند (مانند میگ-۸ یا میگ-۱۱۰) هواپیمای آزمایشی یا غیرنظامی محسوب می‌گردند.

## هواپیماهای میگ
هواپیماهای تولید شده توسط میگ را می‌توان بر اساس نام به سه دسته تقسیم کرد.

### سری میگ
- میگ-۱ (۱۹۴۰)
- میگ-۳ (۱۹۴۰)
- میگ-۵ (۱۹۴۲)
- میگ-۶ (۱۹۴۰) هواپیمای آزمایشی
- میگ-۷ (۱۹۴۴)
- میگ-۸ (۱۹۴۵) هواپیما آزمایشی و اثباتگر تکنولوژی
- میگ-۹ (۱۹۴۷)
- میگ-۱۱ (۱۹۴۷)
- میگ-۱۳ (۱۹۴۵)
- میگ-۱۵ (۱۹۴۸)
- میگ-۱۷ (۱۹۵۴)
- میگ-۱۹ (۱۹۵۵) نخستین جنگنده مافوق صوت میگ
- میگ-۲۱ (۱۹۶۰)
- میگ-۲۳ (۱۹۷۰)
- میگ-۲۵ (۱۹۷۰)
- میگ-۲۷ (۱۹۷۵)
- میگ-۲۹ (۱۹۸۳)
- میگ-۳۱ (۱۹۸۳)
- میگ-۳۳ (۱۹۸۹)
- میگ-۳۵ (۲۰۰۷)
- میگ-۱۰۱ (۱۹۹۵)
- میگ-۱۰۵ (۱۹۶۵)
- میگ-۱۱۰ (۱۹۹۵)
- میگ-۱۲۱
- میگ آ-ت (۱۹۹۲)

میگ۴۱ (۲۰۳۵)

### سری ئی (И)
- میگ ئی-۲۱۱ (۱۹۴۲)
- میگ ئی-۲۵۰ (۱۹۴۵)
- میگ ئی-۲۷۰ (۱۹۴۷)
- میگ ئی-۳۲۰ (۱۹۴۹)
- میگ ئی-۳۵۰ (۱۹۵۱)
- میگ ئی-۳۷۰ (۱۹۵۵)
- میگ ئی-۲ (۱۹۵۶)
- میگ ئی-۳ (۱۹۵۶)
- میگ ئی-۵
- میگ ئی-۷ و (۱۹۵۷)

### مدل‌های دیگر
- میگ ۱٫۴۴
- میگ اسکات (هواپیمای نظامی تجسسی بی‌سرنشین)
- میگ ی-۸
- میگ ی-۱۵۲
- میگ ت-۱۰۱